# 都玲華
都 玲華（みやこ れいか、2004年2月18日 ‐ ）は、徳島県徳島市出身の日本の女子プロゴルファー。大東建託所属。マネジメント事務所は、東急エージェンシープロミックス。ダイヤモンド世代。

## 来歴

### アマチュア時代

#### ジュニア時代
徳島県の生光学園小中高一貫校に入学し、8歳の時、父親と練習場に行ったのをきっかけにゴルフを始める。2014年（5年）と2015年（6年）と2年連続で「四国アンダーハンディキャップゴルフ選手権」に優勝した。
2016年に生光学園中学校に進学し、2017年（中学2年）に「徳島新聞ジュニア選手権」と「四国ジュニアゴルフ学年別チャンピオン決定戦」で優勝し、2018年（中学3年）に「西日本女子アマチュアゴルファーズ選手権」（高校以上も参加）、「黒潮ジュニアゴルフ選手権（高校女子の部！）」と「四国ジュニア秋季ゴルフ選手権（中学女子の部）」で優勝した。
2019年に生光学園高校の体育コースに進学し、新設されたゴルフ部1期生として、その年（高校1年）に「四国ジュニアゴルフ選手権（女子15～17歳の部）」と「四国ジュニア秋季ゴルフ選手権（高校女子の部）」で優勝し、「四国女子アマチュアゴルフ選手権」で2位に入った。コロナ禍で試合のがなくなった2020年を挟んで2021年（高校3年）にも２大会連続で「四国女子アマチュアゴルフ選手権」で2位に入った。

#### 2018年
初めて出場したステップアップツアーの「日台交流うどん県レディースゴルフトーナメント」（2018年10月12日-14日）では、カットラインに5打足りない+8で予選落ちした。

#### 2021年
ステップアップツアーで1戦に出場し、予選落ちした。

#### 2022年
初めて出場したJLPGAツアーの「リゾートトラストレディス」（2022年5月26日-29日）では、カットラインに3打足りない+3で予選落ちした。その他、3戦に出場したが、すべてで予選落ちした。ステップアップツアーでは、1戦に出場し、予選落ちした。

#### 2023年
JLPGAツアー6戦に出場し、3戦で予選を通過し、「41st フジサンケイレディスクラシック」（2023年4月21日-23日）で36位タイ、「ミネベアミツミ レディス 北海道新聞カップ」（2023年7月6日-9日）で16位タイに入り、ベストアマチュア賞を獲得した。ステップアップツアー2戦に出場し、2戦とも予選通過した。
2024年2月6日に、アマチュアであるにも関わらず、吉田鈴とともに東建託とスポンサー契約を締結したことが発表された。

#### 2024年
JLPGAツアー9戦に出場し、6戦で予選を通過し、「明治安田レディス ヨコハマタイヤゴルフトーナメント」（2024年3月7日-10日）で35位タイに入り、「ミネベアミツミ レディス 北海道新聞カップ」（2024年7月4日-7日）で36位タイに入り、「富士通レディース 2024」（2024年10月11日-13日）で21位タイでに入り、ベストアマチュア賞を獲得した。また、背中痛で練習ラウンドができなかったステップアップツアーの「大王海運レディスオープン」（2024年4月25日-27日）では、2日目に単独首位に立ち、最終日、追い上げる稲垣那奈子を振り切ってトータル-16のスコアで、7年前の2017年の平塚新夢以来6人目のアマチュア優勝を飾った。

#### プロテスト
初めてとなった2021年度プロテストの二次テストの1ヶ月前に右腰第4腰椎疲労骨折が判明したが、ケガをおして2次テストを受けて通過し、最終テストにも強行出場したが、強い痛みで途中棄権せざるを得なかった。３か月コルセットをしてクラブも握れず、完治するまで1年半もかかった。２回目（51タイ）および３回目（41タイ）も最終テストまで進んだが、惜しくも合格できなかった。４回目は、ステップアップツアーの優勝で、２次テストが免除され、最終テスト（2024年10月29日-11月1日）では、見事２位タイで合格した。（2024年12月1日入会、97期生）

### プロ時代
クォリファイングトーナメントファイナルステージ（2024年11月26日-29日）では、53位に入り2025年度前半戦の限定的な出場権を得た。
JLPGA新人戦の加賀電子カップ（2024年12月4日-6日）では、5位タイに入った。

#### 2025年
2025年3月26日に、菅楓華とともにアンパスィとウエア着用契約を締結したことが発表された。
JLPGAツアーデビュー戦となった「アクサレディスゴルフトーナメントin MIYAZAKI 2025」（2025年3月28日-30日）では、カットラインに3打足りない+4のスコアで予選落ちした。第３戦となった「パナソニックオープンレディースゴルフトーナメント」（2025年5月2日-5月4日）では、15位タイとなり、初めてのベストルーキー賞を菅楓華とともに受賞した。第4戦となった「ワールドレディスチャンピオンシップ サロンパスカップ」（2025年5月8日-11日）では、トータル-2のスコアで8位タイとなり、初めてのトップ10に入った。
出場わずか8回ながらも、1stリランキング（2025年6月22日）で15位に入り、2ndリランキングまでのJLPGAツアーの出場権を得た。

## 人物
- 家族：両親と弟と妹[44]
- 血液型：AB型[45]
- スポーツ歴：水泳[45]
- 趣味：おいしいものを食べる[45]
- 好きな色：ピンク[45]
- 師弟関係：石井忍[45]
- 目標とするプロゴルファー：竹田麗央、小祝さくら[46]
- 趣味：カラオケ（80年代の曲を中心に）[47]、K―POPダンス[48]、動物のほっこり動画をみる[49]
- 好きな歌手：長渕剛[44]
- 子どもの頃の夢：ペットショップの店員さんやキャビンアテンダント[47]
- プロゴルファーを目指す：高校２年生[50][注 1]
- スポーツ歴：水泳・サッカー[51]
- こぼれ話：手のサイズは21だが、可愛く思われたいので、サイズ20の手袋を使っている[52]

## テレビ出演
- ゴルフサバイバル2023年5月の陣（BS日テレ、2023年5月5日、12日、19日、26日）[53]
- 女子ゴルフペアマッチ選手権シーズン15、1回戦マッチ3（BS朝日、2024年7月4日）[54]
- ゴルフスイッチ！#103（ゴルフネットワーク、2024年10月7日）[55]
- ゴルフシンデレラ#5、#6、#17、#18、#19、#25（2024年11月2日、9日、2025年2月1日、8日、15日、3月29日）[56][57][58][59][60][61]
- フォーカス徳島（JRT四国放送、2024年11月25日）[62]
- ゴジカル（JRT四国放送、2025年1月6日）[63]
- ゴルフドリームマッチ（フルバージョン、BS10、2025年1月30日、31日）[64]
- ゴルフサバイバル2025年3月の陣（BS日テレ、2025年3月7日、14日）[65]
- Live News α（フジテレビ、2025年4月15日）[66]
- LADY GO CUP番外編ゴルフフィーリングカップル（BS10、2025年5月4日、5日）[67]

## CM
インフォマート「BtoBプラットフォーム建設」

## その他
- 徳島口コミ大使に任命（2023）[69][70]
- 徳島県小松島市の「ふるさとアンバサダー」に就任（2025）[71]